# Sådd

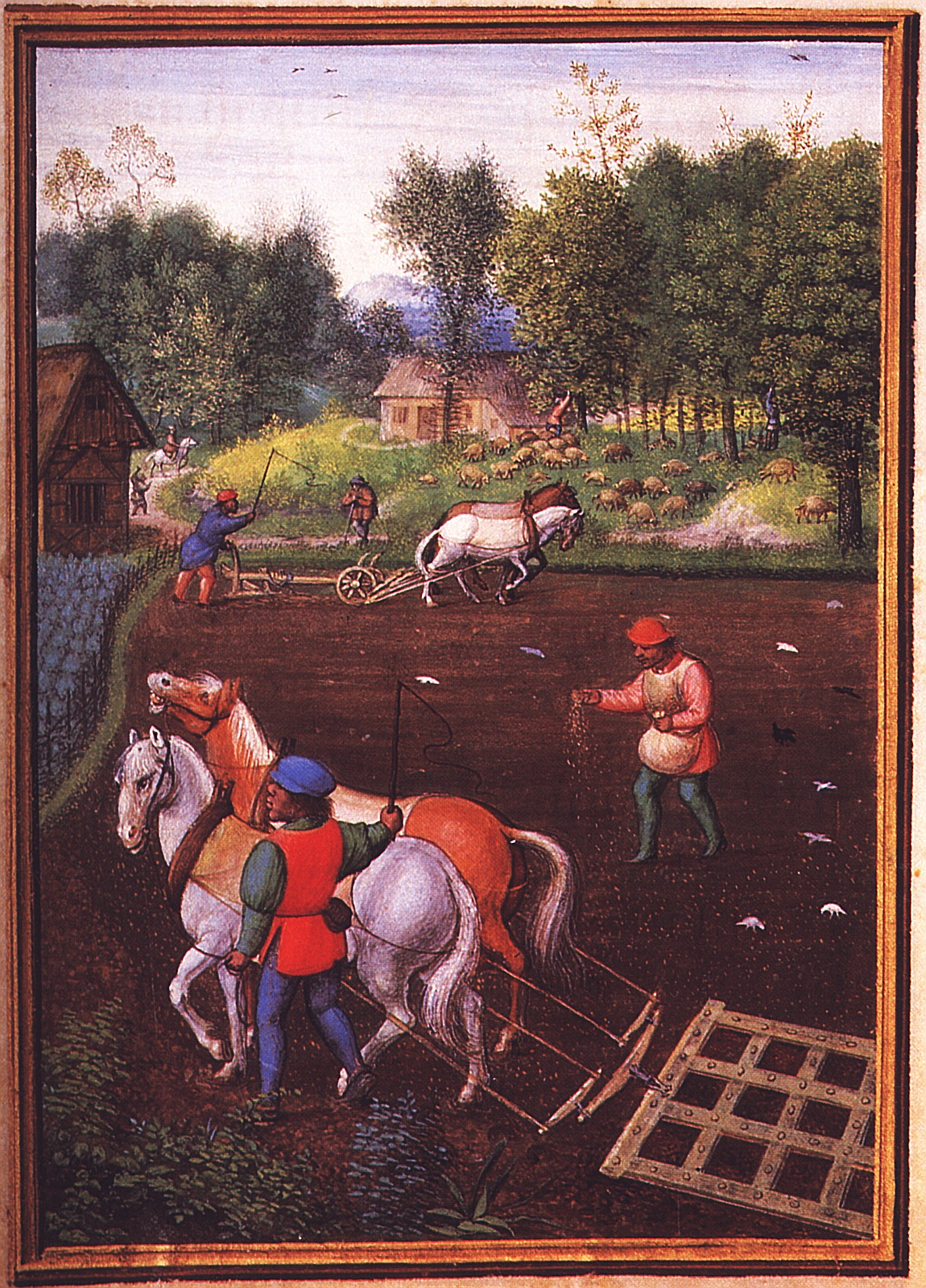
Sådd på målning av Simon Bening.

Sådd är en fas i odling, då frön sätts i jorden. Sådd ska skiljas från plantering där plantor sätts i jorden.
Sådden måste anpassas efter grödan. I industriellt åkerbruk används såmaskiner som sätts efter traktorer.